# Martín Gómez el Viejo

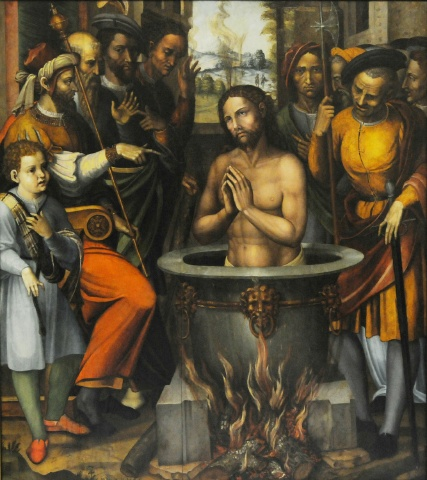
Martirio de san Juan Evangelista, tabla central de un retablo para la iglesia de Santo Domingo (1550-1553), Palacio Episcopal de Cuenca.

Martín Gómez el Viejo (c. 1500 – 1562) fue un pintor renacentista español activo en Cuenca, cabeza de una dinastía de artistas que culmina con el arquitecto Juan Gómez de Mora.

## Biografía
Las noticias documentales acerca de Martín Gómez arrancan de la carta de dote, que el pintor no pudo firmar por no saber escribir, fechada en abril de 1526. Se sabe por ella que era hijo de Julián Gómez, vecino de la villa de San Clemente de la que probablemente fuese natural. Contrajo matrimonio con Catalina de Castro, hija del pintor Gonzalo de Castro, con domicilio en el barrio de San Esteban de Cuenca. Con su suegro y sus cuñados, Diego y Pedro de Castro, integró el taller más activo de la diócesis, a cuyo frente se situó a la muerte de Gonzalo de Castro en 1535. 
Con Catalina de Castro tuvo tres hijos, Gonzalo y Julián, también pintores, y Catalina, que casó con Mateo Calvete, procurador. A su muerte (1562), continuó con el taller Gonzalo, nacido en 1531 y desde 1552 asociado artísticamente con su padre en obras como el retablo de los Santos Mateo y Lorenzo de la catedral de Cuenca.

## Obra
La incorporación de Martín Gómez al taller de Gonzalo de Castro queda confirmada por un documento de poder otorgado en 1532 a su suegro, junto con sus cuñados y firmado por él, que entre tanto había aprendido a escribir, para que contratase la pintura y dorado del retablo de la iglesia parroquial de Horche, en la actual provincia de Guadalajara. Tanto este como el resto de los retablos documentados en estos años se han perdido, conservándose únicamente el de Valdecabras, en el que trabajaba el equipo en el momento de morir Gonzalo de Castro. La asimilación de los modelos de Fernando Yáñez de la Almedina, presente en Cuenca entre 1525 y 1531, es ya manifiesta en este retablo y ha de deberse a la intervención de Martín Gómez más que a la del viejo Castro. Algunas tablas, como las de David e Isaías, parecen incluso directamente copiadas de los paneles del retablo de la Crucifixión pintado por Yáñez para la catedral conquense.

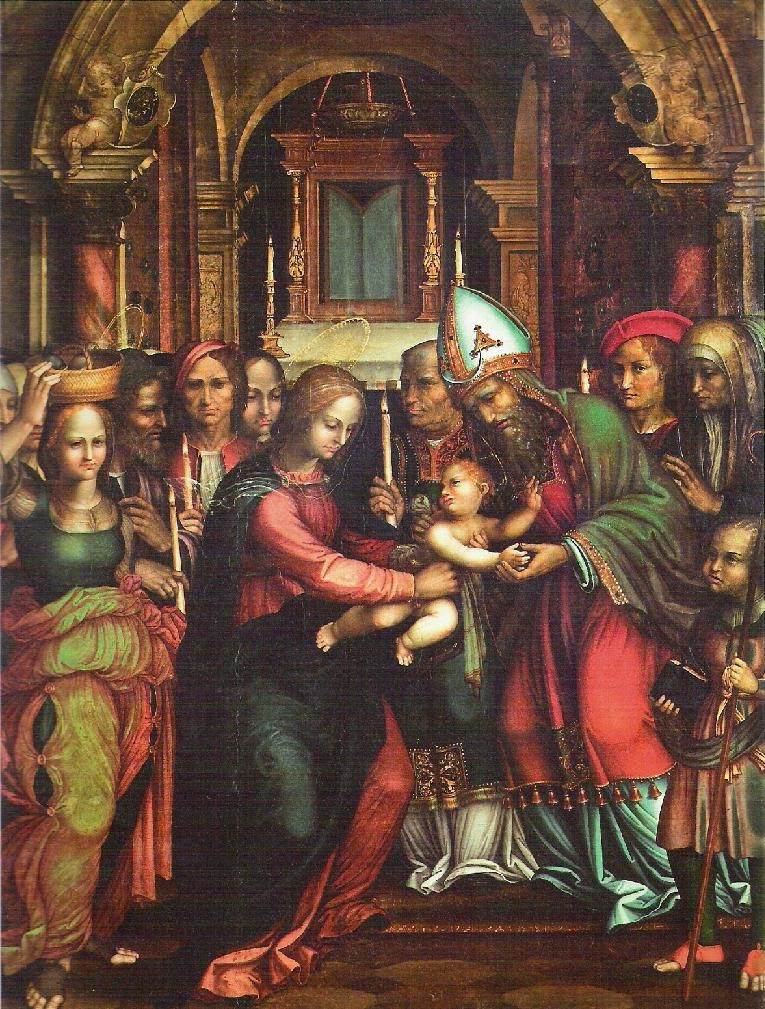
Presentación del Niño en el Templo, óleo sobre tabla, 198 x150 cm, Cuenca, Museo Diocesano.

Ya en solitario y a partir de 1547, cuando percibió alguna cantidad por el retablo de escultura de la capilla de Santiago de la catedral, limitada su participación al dorado, monopolizará los trabajos de pintura en el templo catedralicio: retablos del Cabildo, 1548-1549, y de san Mateo y san Lorenzo, 1553-1554. De este momento y pintada también para la catedral ha de ser la Presentación del Niño Jesús en el templo (Museo Diocesano), la obra más célebre y de mayor nivel del pintor, a la vez que la más cercana a Yáñez de la Almedina, a quien en ocasiones se ha atribuido. Al margen de estas obras para la catedral, y junto a otros trabajos menores, en 1550 contrató un retablo de San Juan Evangelista para el convento de Santo Domingo, a costa de la capellanía fundada por Francisco Hernández, fallecido en las Indias, del que se conserva la tabla central en el Palacio Episcopal.
La última obra documentada, de lo conservado, es el retablo de la parroquial de Castillejo del Romeral, asentado y tasado en 1555 por lo que debió de ser pintado inmediatamente antes. Desmembrado y sustituido por otro barroco, restan cuatro tablas en el muro de la Epístola de la propia iglesia, dos en formato rectangular, con la Adoración de los Reyes y una nueva versión de la Presentación más recogida que la anterior pero con rica ornamentación renacentista, como por ejemplo en los angelotes del ara del altar, que debió de tomar de estampas, y dos tondos con las imágenes de los santos Juan Bautista y Antonio Abad.
Entre las obras atribuidas cabe destacar la copia de la Piedad de Sebastiano del Piombo procedente de la cárcel de Cuenca y propiedad del Ministerio de Justicia. La pintura original, sobre pizarra, fue pintada para Francisco de los Cobos con destino a su Sacra Capilla del Salvador de Úbeda y no se completó antes de 1539, por lo que hay que descartar totalmente la posibilidad de que la copia fuese ejecutada por Yáñez, como alguna vez se ha supuesto a la vista de la figura de San Juan Evangelista, situada tras la Virgen y mal encajada en la composición, que no aparece en el cuadro original de Piombo y recuerda al contrario imágenes semejantes del pintor de la Almedina. La copia atribuida a Gómez conserva el marco original, con una inscripción tomada de las Lamentaciones de Jeremías, lo que permite descartar que fuese parte de un retablo, pero pudiera tratarse de la pintura que el ayuntamiento le encargó en 1549 para el altar de Nuestra Señora de la Piedad de la catedral, «que es a cargo de esta çibdad».